# Kudu małe
Kudu małe (Tragelaphus imberbis) − gatunek ssaka z rodziny wołowatych.

## Występowanie
Występujący w Afryce Wschodniej. Występuje na wysokości do 1740 m n.p.m. w lasach oraz na sawannie. Według danych z 2016 roku gatunek ten liczy od 80-100 tys. osobników, a jego populacja maleje. 

## Charakterystyka

### Wygląd
Długość ciała wynosi od 110 do 175 cm, a jego waga to od 60 do 105kg. Ma ogon o długości około 30 cm. Sierść jest zwykle szarawa w przypadku samców oraz w odcieniach brązowych w przypadku samic. Mają na grzbiecie od 11 do 14 białych pasów. Samce posiadają skręcone rogi dochodzące do 1 m długości. 

### Rozmnażanie
Ciąża zwykle trwa około 8 miesięcy, a w jednym miocie rodzi się 1 młody osobnik. Dojrzałość osiągają po około 500 dniach. 

### Tryb życia
Zwierzę roślinożerne, żyje w niewielkich stadach. Dożywają 10 lat w dziczy oraz 15 lat w niewoli. 